# Youssouf Traoré
Youssouf Traore (Bamako, 26 de diciembre de 2006) es un jugador de baloncesto maliense que pertenece a la plantilla del Palmer Basket Mallorca de Liga LEB Plata, cedido por el Casademont Zaragoza. Mide 2,08 metros y juega de pívot.

## Carrera deportiva
Se formó en las categorías inferiores del CB Santo Domingo y del Baloncesto Torrelodones.
En la temporada 2021-22, formó parte del equipo del Baloncesto Torrelodones que compite en la Primera Nacional.
En la temporada 2022-23, firmó por el CB Lucentum Alicante para jugar en su filial del Grupo E de Liga EBA. En la misma temporada, lllegó a disputar 13 partidos con el primer equipo en Liga LEB Oro, 20 partidos de Liga EBA y un Campeonato de España Júnior.
El 1 de septiembre de 2023, se llega a un acuerdo entre el CB Lucentum Alicante y la Pablo Laso Academy para la cesión de derechos federativos del pívot maliense.
El 16 de septiembre de 2023, firma por el Casademont Zaragoza para incorporarse a su equipo vinculado del Club Baloncesto El Olivar de Liga EBA.
El 24 de septiembre de 2023, hace su debut con Casademont Zaragoza en Liga Endesa, donde el pívot disputó 8,49 minutos y anotó 4 puntos, en una derrota frente al Real Madrid por 101 a 70 en la jornada 1 de liga de la temporada 2023-24.
El 30 de agosto de 2024, firma por el Palmer Basket Mallorca de Liga LEB Plata, cedido por el Casademont Zaragoza.